# Tadeusz Dmochowski
Tadeusz Andrzej Dmochowski (ur. 9 września 1962 w Gdańsku, zm. 16 marca 2022) – polski politolog, dr hab. nauk humanistycznych, profesor uczelni, dyrektor Instytutu Politologii WNS UG (2012–2016), dziekan Wydziału Nauk Społecznych Uniwersytetu Gdańskiego (2016–2022).

## Życiorys
Urodził się w Gdańsku. Ukończył Szkołę Podstawową nr 73 w Gdańsku-Brzeźnie, następnie II Liceum Ogólnokształcące w Gdańsku-Wrzeszczu, a w 1988 studia historyczne na Wydziale Humanistycznym Uniwersytetu Gdańskiego. W 1996 podjął pracę na Uniwersytecie Gdańskim. 19 marca 1998 obronił pracę doktorską Wielkie mocarstwa w walce o kontrolę polityczną nad dorzeczem Amuru i uzyskał stopień naukowy doktora nauk humanistycznych w zakresie nauk o polityce. 6 grudnia 2010 habilitował się na podstawie pracy zatytułowanej Radziecko-chińskie stosunki polityczne po śmierci Mao Zedonga, uzyskując stopień naukowy doktora habilitowanego nauk społecznych w zakresie nauk o polityce. W 2011 został mianowany na stanowisko profesora nadzwyczajnego Uniwersytetu Gdańskiego. Pracował w Powiślańskiej Szkole Wyższej i w Wyższej Szkole Komunikacji Społecznej w Gdyni. Objął stanowisko adiunkta w Gdańskiej Wyższej Szkole Humanistycznej, a także w Ateneum – Szkole Wyższej w Gdańsku na Wydziale Administracji i Nauk o Polityce. 
Został zatrudniony na stanowisku profesora uczelni. Pełnił funkcję dziekana na Wydziale Nauk Społecznych Uniwersytetu Gdańskiego (2016–2022).
Był członkiem Komitetu Nauk Politycznych Polskiej Akademii Nauk.
Był autorem ponad 90 prac naukowych, w tym 4 autorskich monografii.
23 marca 2022 został pochowany na cmentarzu Garnizonowym (kolumbarium I-B-1).

## Odznaczenia
- Srebrny Krzyż Zasługi (7 maja 2020)[11][12]
- Srebrny Medal Za Długoletnią Służbę (2013)[7]

## Upamiętnienie
Od 2023 przyznawana jest Nagroda im. Profesora Tadeusza Dmochowskiego, która jest  wręczana podczas Gali Aktywności Studenckiej i Doktoranckiej.